# A190 (Schiffsgeschütz)
Das A190 Universal (russisch „Универсал“) ist ein Schiffsgeschütz, das in Russland für kleine und mittlere Schiffe entwickelt wurde. Es wird von der russischen Marine und der Marine Indiens verwendet.

## Entwicklung
Das Waffensystem ist eine Weiterentwicklung des AK-176, das noch in der Sowjetunion entwickelt worden war. Geschütz und Turm wurden dem Kaliber 100 mm angepasst und verbesserte Leistungsdaten gegenüber dem älteren 100 mm AK-100 wurden erzielt – bei nur einem Drittel des Gewichts des AK-100.
Der erste Versuch die A190 als Bewaffnung für die neuen russischen Kriegsschiffe der 
20380 Stereguschtschi-Klasse zu benutzen, scheiterte beinahe, da der zunächst vom Verteidigungsministerium gewählte Hersteller, die Maschinenfabrik Arsenal der Sewernaja-Werft, die die Schiffe baute, nicht in der Lage war, die Vorgaben des Entwicklerbüros „Burewestnik“ für die A190 fristgerecht und zu akzeptablen Preisen umzusetzen, so dass Marinevertreter die Industrie mit der Ankündigung brüskierten, bei anhaltenden Mängeln, Geschütze für die Marine im Ausland ankaufen zu wollen.
Das Entwicklerteam von „Burewestnik“ fand mit Motowilichinskije sawody in Perm schließlich 2010 einen geeigneten Hersteller. Die Fabrik, die ihren Schwerpunkt eigentlich beim Bau von landgestützter Artillerie hatte, konnte sämtliche Vorgaben erfüllen.

## Varianten und Bezeichnungen
Die Systembezeichnung A-190-5P-10 (russisch А-190-5П-10), beschreibt die Kombination aus ein oder zwei A190 Geschützen und dem 5P-10-Feuerleitradar.

### A190E (А190Э)
Die A190E ist die Ursprungsversion der Waffe, die auf den indischen Fregatten der 1135.6 Talwar-Klasse eingebaut ist. Sie erreicht 60 Schuss pro Minute bei 15.000 Metern Reichweite.

### A190-01 (А190-01)
Der Geschützturm der Version A190-01 ist so geformt, dass er eine geringere Radarrückstrahlfläche als sein Vorgänger aufweist. Laut Hersteller wurden Teile des Geschützes umgestaltet, so dass eine höhere Anfangsgeschwindigkeit und Kadenz der Geschosse, gegenüber dem Vorgängermodell A190E, erreicht wird. So wird die Kadenz mit 80 Schuss pro Minute und die Reichweite mit etwa 20.000 Metern angegeben. Das Geschütz mit Munitionszuführung hat ein Gewicht von 15 Tonnen. Die Magazinfüllung wird mit 80 Schuss Bereitschaftsmunition angegeben.
Das System ist auf den Schiffen der Projekte 20380 Stereguschtschi-Klasse und 21630 Bujan-Klasse installiert.